# Sanja Ančić
Sanja Ančić (* 18. Juli 1988 in Split, Jugoslawien) ist eine ehemalige kroatische Tennisspielerin.

## Karriere
Ančić begann im Alter von fünf Jahren mit dem Tennissport und bevorzugt Sandplätze. In ihrer Karriere gewann sie acht Einzel- und einen Doppeltitel auf der ITF Women’s World Tennis Tour 2022.
2003 und 2004 trat sie bei den Juniorinnenwettbewerben im Einzel und Doppel an, kam aber in allen vier Wettbewerben nicht über die erste Runde hinaus.
2007 trat sie mit ihrem Bruder Mario beim Hopman Cup 2007 an, wo die beiden aber mit einem Sieg und zwei Niederlagen nur den vierten Platz in ihrer Gruppe belegten. Bei den anschließenden Australian Open trat sie in der Qualifikation gegen Renata Voráčová an, der sie aber mit 5:7 und 3:6 unterlag.
2006 und 2007 bestritt sie zwei Partien für die kroatische Fed-Cup-Mannschaft, wo sie von zwei Einzeln eines gewann sowie ein Doppel verlor.

## Turniersiege

### Einzel
| Nr. | Datum              | Turnier   | Kategorie   | Belag | Finalgegnerin      | Ergebnis       |
| --- | ------------------ | --------- | ----------- | ----- | ------------------ | -------------- |
| 1.  | 25. Juli 2004      | Ancona    | ITF $10.000 | Sand  | Jekaterina Lopes   | 6:2, 6:1       |
| 2.  | 10. Oktober 2004   | Dubrovnik | ITF $10.000 | Sand  | Lenka Dlhopolcová  | 6:4, 6:2       |
| 3.  | 10. April 2005     | Makarska  | ITF $10.000 | Sand  | Émilie Bacquet     | 6:4, 6:3       |
| 4.  | 17. April 2005     | Hvar      | ITF $10.000 | Sand  | Maša Zec Peškirič  | 4:6, 6:2, 6:4  |
| 5.  | 24. April 2005     | Bol       | ITF $10.000 | Sand  | Ivana Lisjak       | 7:5, 6:4       |
| 6.  | 11. Juni 2006      | Grado     | ITF $25.000 | Sand  | Ana Vrljić         | 6:4, 3:6, 6:4  |
| 7.  | 20. August 2006    | Rimini    | ITF $50.000 | Sand  | Dominika Cibulková | 7:66, 3:6, 6:3 |
| 8.  | 10. September 2006 | Mestre    | ITF $50.000 | Sand  | Sandra Klösel      | 6:1, 6:2       |

### Doppel
| Nr. | Datum              | Turnier | Kategorie   | Belag | Partnerin     | Finalgegnerinnen               | Ergebnis      |
| --- | ------------------ | ------- | ----------- | ----- | ------------- | ------------------------------ | ------------- |
| 1.  | 18. September 2005 | Sofia   | ITF $25.000 | Sand  | Tamira Paszek | Joana Cortez Karolina Kosińska | 6:7, 6:2, 6:4 |

## Persönliches
Sanja ist die Tochter von Stipe und Nilda Ančić und hat zwei Geschwister Ivica und Mario Ančić, die ebenfalls beide professionelle Tennisspieler waren.